# Agostino de' Mori da Ceno

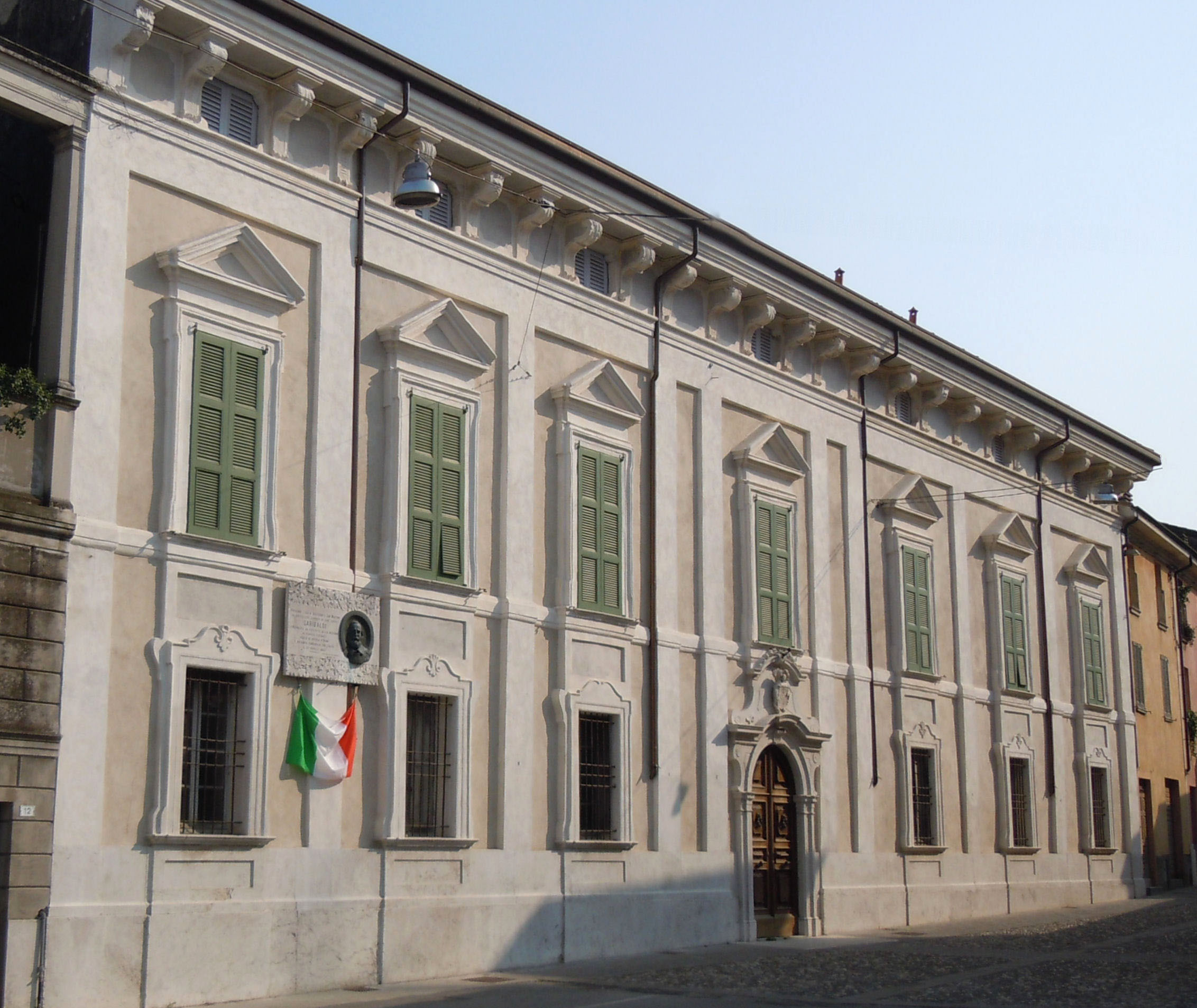
Medole, Palazzo Ceni

Agostino de' Mori da Ceno (... – XVI secolo) è stato un militare italiano.

## Biografia
Discendente dalla nobile famiglia Da Ceno, fu figlio di Cristoforo de' Mori da Ceno, dimorante a Birbesi. La famiglia, originaria di Cene, da cui prese il nome, in Val Seriana, si trapiantò a Medole agli inizi del Quattrocento dopo aver perso il feudo originario.
Svolse la sua attività di militare col grado di capitano al servizio del duca di Mantova Federico Gonzaga.

## Discendenza
Agostino sposò Barbara Bettoni, dalla quale ebbe un figlio, Ascanio (1533-1591), militare, funzionario, poeta e letterato al servizio del duca Guglielmo Gonzaga. Allevato a Mantova, studiò letteratura a Bologna e intraprese la vita militare, combattendo nelle Guerre turco-veneziane agli ordini di Orazio Gonzaga, marchese di Solferino.